# Offenthal Paris
 (novembre 2024).
 (novembre 2024).
Offenthal est une maison de maroquinerie française fondée à Paris en 1895 par Jonas Offenthal. La marque a été connue pour la fabrication de sacs du soir ainsi que pour sa ligne de parfums et de produits de beauté « Ce soir ou Jamais » dans l’entre-deux-guerres.
Au lendemain de la Seconde Guerre mondiale, c’est à travers les créations de Lucienne Offenthal et des multiples parutions des années 1950-1960 au sein du magazine L'Officiel de la couture et de la mode de Paris qu’elle se fera connaître.
Des figures emblématiques comme Gloria Swanson aux États-Unis et Mary Marquet en France ont soutenu la marque.

## Histoire

### Fondation et premières années (1895-1914)
En 1895, Jonas Offenthal, originaire de Varsovie, immigre à Paris avec sa femme Itta et ses six enfants (Jonas, Rosa, Adolphe, Louis, Albert, Jacques) afin de fuir les pogroms qui s'intensifient dans l'Empire russe. Il crée son premier atelier de maroquinerie dans le quartier du Marais à Paris, aux 34-36 rue des Francs-Bourgeois.

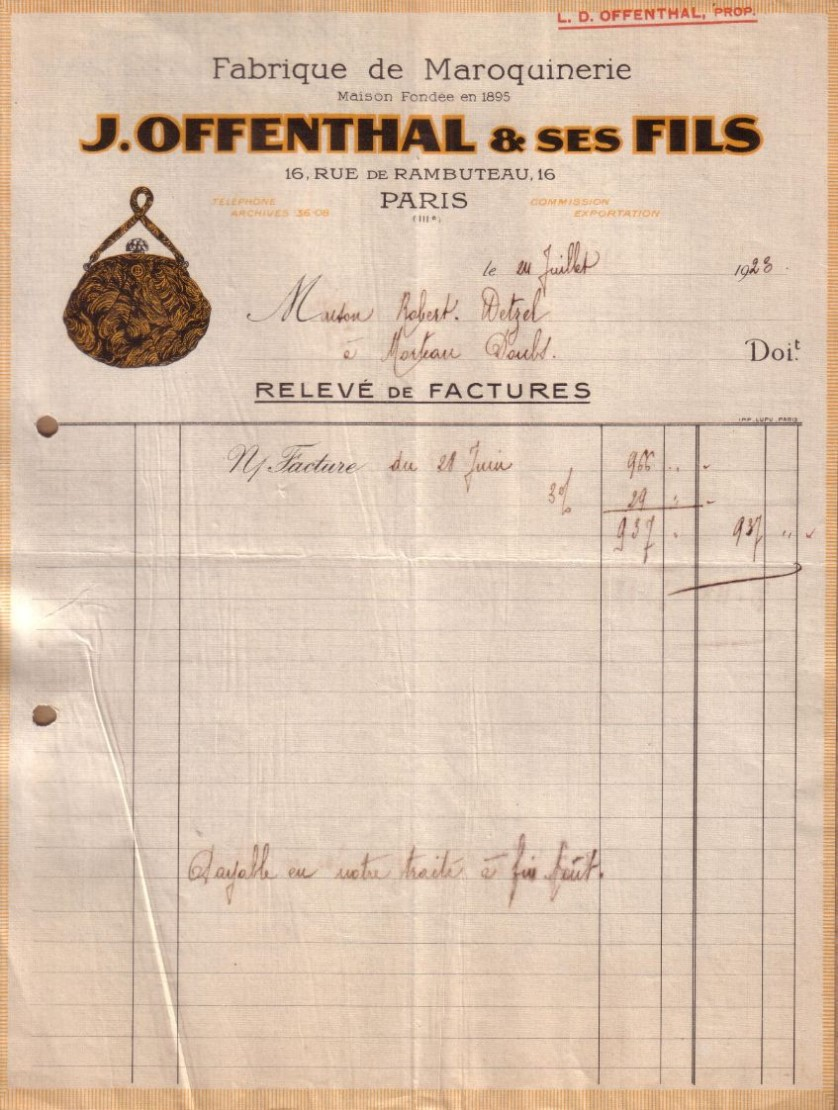
En-tête de facture J.Offenthal & ses fils.

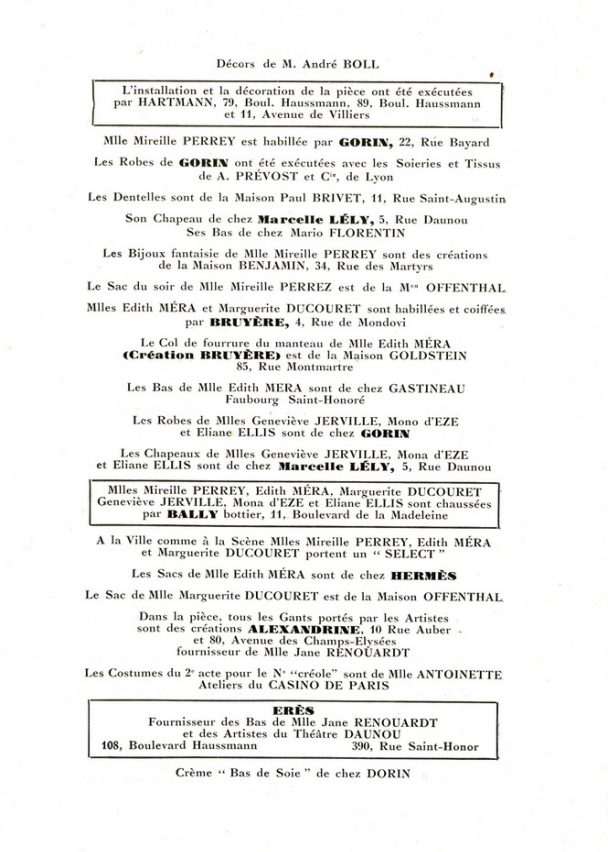
Programme du théâtre Daunou - Arthur - 1929-1930.

Initialement présentée sous le nom de Jonas Offenthal, la fabrique de maroquinerie devient J. Offenthal & Fils, avec l’arrivée de ses quatre fils Adolphe, Louis, Albert et Jacques au sein de l'entreprise.

### Entre-deux-guerres (1920-1939)
Pendant les Années folles, leurs sacs sont fréquemment utilisés dans des pièces de théâtre comme éléments des garde-robes des comédiennes. De nombreux programmes de pièces de théâtres jouées, entre autres, aux théâtre des Nouveautés, théâtre Daunou ou encore au théâtre de la Porte-Saint-Martin mentionnent ainsi les créations Offenthal. De nombreuses comédiennes telles que Jane Chevrel, Marthe Ferrare, Gina Relly, Mireille Perrez, Marguerite Ducouret, Madeleine Lély, Vera Sergine, Marcelle Parisys ou encore Elvire Popesco seront les ambassadrices de la Maison Offenthal sur les planches parisiennes. La revue Comoedia, qui couvre les actualités culturelles de la capitale, nommera à plusieurs reprises Offenthal comme fournisseur de sacs pour les comédiennes.
Albert Offenthal poussera le goût pour le monde du spectacle jusqu'à financer son propre Théâtre, le théâtre Ponthieu, situé rue de Ponthieu et couplé avec le bar-restaurant Napoléon, peu de temps avant la crise de 1929.

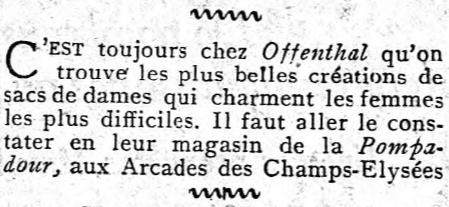
Le Matin - 29 décembre 1930.

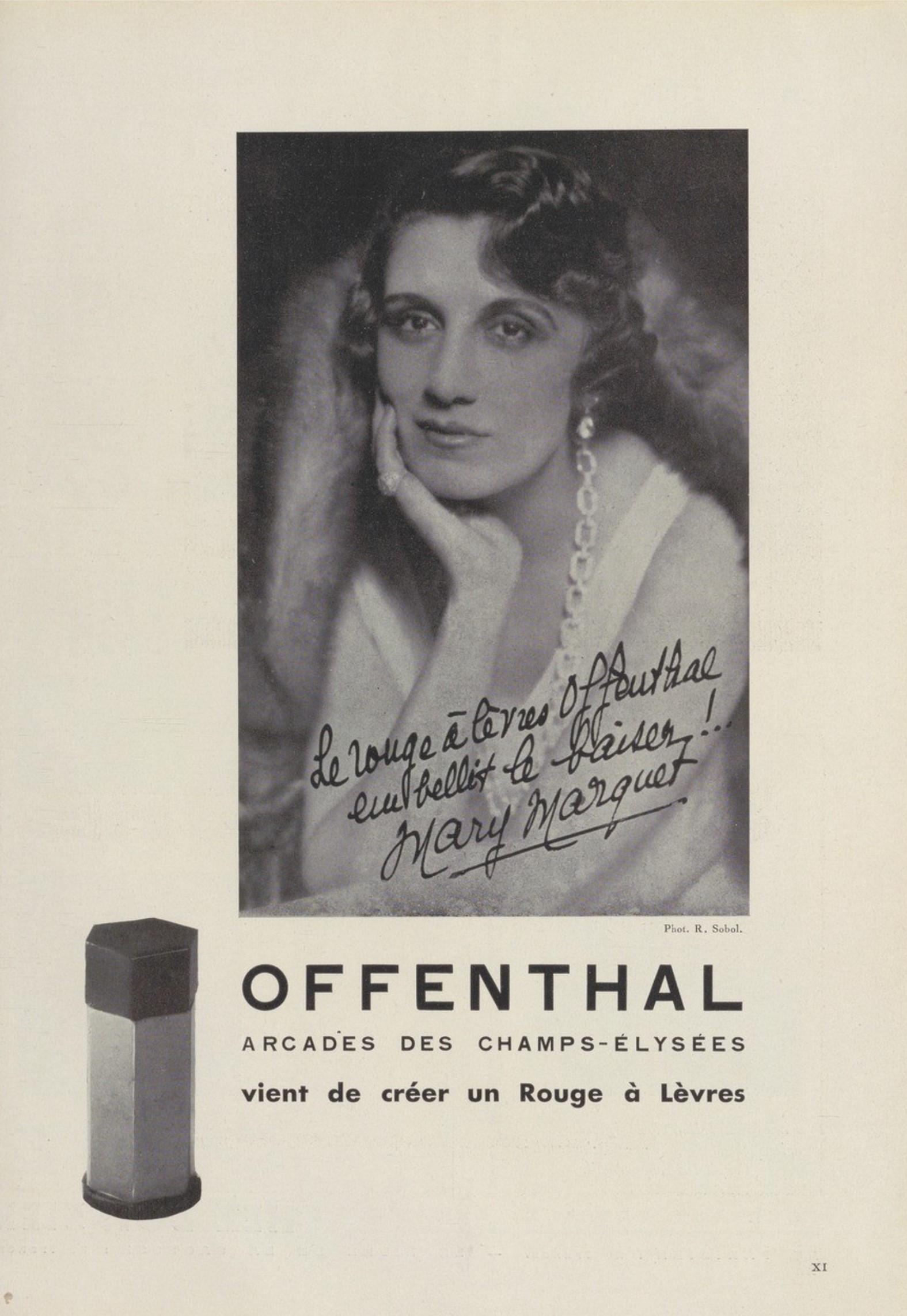
Publicité Offenthal - Rouge à lèvres - Mary Marquet - 1928.

En plus de ses sacs, Offenthal diversifie son offre de produits avec l'introduction d'un parfum, « Ce Soir ou Jamais », en 1927, qui sera porté par la reine consort d'Espagne, Victoire-Eugénie de Battenberg, la reine des Belges Élisabeth en Bavière ainsi que la reine de Roumanie Marie de Saxe-Cobourg-Gotha. La promotion du parfum sera en partie réalisée par Gloria Swanson aux États-Unis, en corrélation avec la présentation du film Tonight or Never, dont elle est la tête d'affiche. Inspiré d'une pièce de théâtre hongroise écrite par Lili Hatvany, le titre Tonight or Never (Ce Soir ou Jamais) est directement inspiré du parfum Offenthal. Par la suite, d'autres produits sont alors lancés: rouge à lèvres, lotion, poudre compacte, etc. Le rouge à lèvres aura notamment pour ambassadrice en France, Mary Marquet, sociétaire de la Comédie-Française, mais également figure du cinéma français. Le parfum sera distribué dans de nombreux grands magasins tels que Saks Fifth Avenue à New York ou Bullock's Wilshire à Los Angeles.
En parallèle du développement de leur gamme de produits, la présence physique de la marque s’intensifie, avec l'ouverture d'une première boutique située au-dessus de ce qui deviendra le célèbre cabaret Lido, au sein des Arcades des Champs-Élysées.
La marque étend progressivement son réseau de boutiques au cours des années 1930 en ouvrant des boutiques rue de la Paix, avenue Raymond-Poincaré et avenue de Friedland, au cœur des quartiers du luxe de Paris. La marque est également présente de manière saisonnière à Deauville, Biarritz et Dinard, lieux de villégiature de la clientèle aisée.
Les ateliers et bureaux grossissent également et déménagent de la rue des Francs-Bourgeois pour prendre place aux 16, rue Rambuteau, 109, rue de Turenne et 6, rue de Bretagne, toujours au coeur du Marais.

### Renaissance après la Seconde Guerre mondiale (1945-années 1980)
Après la Seconde Guerre mondiale et la perte des quatre frères Offenthal (Adolphe, Louis, Albert et Jacques) ainsi que de leurs fils et neveux (Léon, Marcel et Robert), morts à Auschwitz, ce sont Lucienne Offenthal, Suzanne Offenthal et Joseph Silberstein, fils de Rosa Offenthal, qui s’imposent comme des piliers de force et de résilience. Bien que leurs ateliers et boutiques aient été détruits, pillés ou spoliés, et que leurs maris et neveux ne reviendront jamais des camps de concentration, elles réussissent à redonner vie à la marque en reprenant les rênes de l'entreprise.

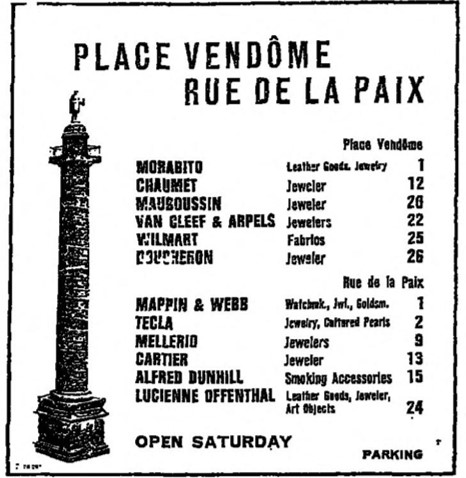
International Herald Tribune - 12 novembre 1971.

Les créations Offenthal vont ainsi être régulièrement mises en avant, notamment dans le magazine L'Officiel de la couture et de la mode de Paris, du début des années 1950 jusqu’au début des années 1970, photographiées par Philippe Pottier et les frères Séeberger, membres du Groupe des XV. 
La boutique de Lucienne Offenthal, ouverte par feu Robert Offenthal en 1935 au 24, rue de la Paix, à proximité immédiate de l'opéra Garnier et de la place Vendôme, sera régulièrement mentionnée dans les guides internationaux de Paris comme une référence de la maroquinerie française.

## Engagements
Maud Offenthal, fille de Jacques et Suzanne Offenthal, a détenu la toute dernière boutique Offenthal, située au 47, avenue de Friedland, face à l'Arc de Triomphe, jusqu’en 2000, à son départ en retraite. En plus d’avoir mis en avant la qualité et le savoir-faire français de la marque Offenthal, Maud Offenthal s’engage dans la lutte pour la protection des animaux depuis 1966.